# Teoforyczne imiona w Biblii
Teoforyczne imiona w Biblii – hebrajskie imiona odnoszące się do Boga lub bóstwa, występujące w Starym Testamencie lub Nowym Testamencie. Większość imion zawiera w sobie wyraz El (Bóg) albo Jah, skróconą formę imienia własnego – Jahwe.

## Imiona z El
Abdiel – sługa Boga
Abiel – Bóg moim Ojcem
Abimael – ojciec posłany od Boga
Adbeel – zdyscyplinowany przez Boga
Adiel – świadek Boga
Adirael – wspaniałość Boga
Adriel – tłum Boga
Adwachiel – szczęście Boga
Ambriel – energia Boża
Ammiel – lud Boży
Arael – światło Boga albo wizja Boża
Ariel, Auriel – lew Boży
Armisael – góra sądu Bożego
Asmodel – wielkość Boga
Azael – któremu Bóg siłą
Azazel – siła Boża
Azrael – pomoc Boża
Barakiel, Baraquiel – błyskawica Boga
Barbiel – oświecenia Boże
Barachiel – promień Boga
Bardiel – uniżony syn Boga
Bethel – dom Boga
Betzalel – ścieżka Boga
Bithiel – córka Boga
Boel – Bóg w nim
Chakel – mądrość Boga
Chamuel – ten, który szuka Boga
Daniel – sąd Boga
Elad – Bóg wieczny
Eli – mój Bóg
Eliana – Mój Bóg odpowiada
Eliasz (Elias) – któż jest jak Jah, Bóg Jah
Eliszama – Mój Bóg słyszy
Elizeusz – Bóg moim zbawieniem
Eliezer – Bóg moją pomocą
Elimelek – Mój Bóg jest Królem
Elżbieta – Mój Bóg jest przysięgą
Elkana – Bóg nawiedził
Emmanuel, Immanuel – Bóg z nami
Ezeckiel – Bóg umacnia
Ezrael – pomoc Boża
Gabriel – mąż Boży, bohater Boży
Gaghiel – rycząca bestia Boga
Gamaliel – nagroda Boża
Hamaliel – łaska Boża
Hanael – chwała Boża
Imriel –
Iruel – strach Boży
Izmael – wysłuchany przez Boga
Izrael – walczący z Bogiem
Jekuthiel – Bóg będzie wspierał
Jizreel – Bóg będzie siał
Joel – Jah jest Bogiem
Jofiel, Lofiel, Yofiel, Zofiel – piękno Boga
Kamael – ktoś widzi Boga
Kastiel – Moim schronieniem jest Bóg
Lee-El, Lee-el, Leeel – dla Boga
Lemuel – poświęcony Bogu
Mahalalel – chwała Boża
Malahidael – król Boży
Matarael – przeczucie Boże
Mechujael – ugodzony przez Boga
Metuszael – mąż Boży
Michał – któż jest jak Bóg?
Miszael – któż jest tym, czym Bóg jest?
Natanael, Nataniel – dar Boży
Nemuel – dzień Boga
Otniel – godzina Boża
Penuel, Peniel, Phanuel – Oblicze Boga
Priel – Owoc Boga
Ramiel – grzmot Boga
Rafał – Bóg jest uzdrowicielem
Raziel – tajemnica Boga
Reuel – Przyjaciel Boga
Abel, Jael (zawiera literę ayin) i Rachela (zawiera chet) nie są wliczane do imion teoforycznych.

## Imiona z Jah
Abdiasz (עֹבַדְיָה) – sługa Jahwe
Abiasz (אֲבִיָּם) – Jahwe jest moim ojcem
Acaliasz – Jahwe jest wywyższony
Achaz
Achazjasz
Achiasz
Achzaj
Adajasz
Adoniasz (אֲדֹנִיָּה)
Aggeusz (חַגַּי)
Amariasz
Amazjasz
Ananiasz
Asajasz
Atajasz
Azaniasz
Azariasz
Azazjasz
Baasejasz
Bakbukiasz
Barachiasz
Bealiasz
Bedejasz
Benajasz
Berajasz, Berechiasz
Besodejasz
Chakaliasz
Charchajasz
Chasadiasz
Chaszabiasz
Chaszebnejasz
Chazajasz
Chilkiasz
Chuszaj
Delajasz
Eliasz (אֵלִיָּה)
Gedaliasz
Gemariasz
Hiskiasz, Ezechiasz
Hoszajasz
Izajasz (יְשַׁעְיָה)
Jaazaniasz
Jaazjasz
Jachzejasz
Jadon
Jahdaj
Jeberiechias
Jechdejasz
Jechiasz
Jechizkiasz
Jecholia
Jedajasz
Jedidiasz
Jehoachaz (יְהוֹאָחָז), Joachaz (יוֹאָחָז)
Jehoadda
Jehoaddin
Joasz (יוֹאָש), Jehoasz (יְהוֹאָש)
Jocadak (יוֹצָדָק), Jehocadak (יְהוֹצָדָק), Jehoadda (יְהוֹעַדָּה)
Jochanan (יוֹחָנָן), Jehochanan (יְהוֹחָנָן)
Jojada (יוֹיָדָע), Jehojada (יְהוֹיָדָע)
Jojakim (יוֹיָקִים), Jehojakim (יְהוֹיָקִים), Jakim
Jojakin (יוֹיָכִין), Jehojachin (יְהוֹיָכִין), Jachin
Jojarib (יוֹיָרִיב), Jehojarib (יְהוֹיָרִיב)
Jonadab (יוֹנָדָב), Jehonadab (יְהוֹנָדָב), Jahwe jest chętny [szlachetny, wspaniałomyślny]
Jonatan (יוֹנָתָן), Jehonatan (יְהוֹנָתָן)
Joram (יוֹרָם), Jehoram (יְהוֹרָם)
Jehozabad (יְהוֹזָבָד), Jozabad (יוֹזָבָד)
Jehoszafat (יְהוֹשָפָט), Joszafat (יוֹשָפָט)
Joszeba (יוֹזָבָד), Jehoszeba (יְהוֹזָבָד)
Jeszua (ישוע), Jehoszua (יהושע), Jezus (Ἰησοῦς) – Jahwe jest zbawieniem
Jehu
Jechuchal
Jekamiasz
Jeremiasz
Jeriasz, Jirijasz
Jeszajasz (יִרְמְיָה)
Jeszbab
Jezaniasz
Jezus (Ἰησοῦς) – Jahwe jest zbawieniem
Jabchar, Jibchar
Jibnejasz, Jibnijasz
Jidejasz
Jigdaliasz
Jismachiasz
Jiszi
Jiszmajasz
Jiszmeraj
Jiszsziasz, Jiszszijasz
Jizrachiasz
Jizzjasz
Joab
Joach
Joachim
Jochanan
Joanna
Jocha
Jochebed
Joed
Joel
Joela
Joezer
Jogli
Jokim
Josifiasz
Joszawiasz
Joszibiasz
Jotam
Jozachar
Jozes
Jozjasz
Józef
Juchal
Kelejasz
Keneniasz
Maadiasz
Maasejasz, Maazjasz
Mechsejasz
Mlkijasz
Mattaniasz, Melatiasz
Mattat
Mattatiasz
Mattenaj
Mattitiasz
Meszelemiasz
Michajasz
Miknejasz
Moadiasz
Neariasz
Nehemiasz (נְחֶמְיָה)
Neriasz
Netaniasz
Noadiasz
Ozeasz
Pedajasz
Pekachiasz
Pelajasz, Pelaliasz
Pelatiasz
Petachiasz
Piltaj
Raamiasz, Ramiasz
Reajasz
Rechabiasz
Reelajasz
Refajasz
Remaliasz
Sachiasz
Sedecjasz
Semachiasz
Sofoniasz
Szafat
Szebaniasz
Szechaniasz
Szechariasz
Szfatiasz
Szelemiasz
Szemajasz
Szemariasz
Szerebiasz
Szimej
Szymea
Tebaliasz
Tobiasz, Tobijasz
Uriasz, Urijasz
Uzzjasz
Zabbaj
Zachariasz
Zakkaj
Zebadiasz
Zerachiasz

## Imiona baaliczne
Beliad
Elpaal (prawdopodobnie od pierwotnego Elbaal)
Eszbaal
Iszbaal
Meribbaal
Biblijni autorzy niejednokrotnie zamieniali imiona baaliczne na inne, np. zamieniając człon „-baal” na „-boszet” (Iszboszet, Mefiboszet).